# 有
有（う、梵: bhava）とは、仏教用語で衆生としての生存、存在状態を表すことばである。対義語は非有（ひう、abhava）。

## 再生
パーリ語：punabbhava、サンスクリット語：punarbhavaとは、「再び punar ＋ 存在する bhava」との意であり、輪廻と再生を意味する。釈迦は成道を経たことで punarbhava からの解放を手に入れたとされる。

akuppā me vimutti. Ayamantimā jāti. Natthidāni punabbhavo’ti.
わが解脱は達成された。これが最後の生まれであり、もはや二度と生まれ変わることはない。
—パーリ仏典, 聖求経, 26 Ariyapariyesana Sutta, Sri Lanka Tripitaka Project

## 三有
パーリ語：Tayome bhavā ,Ti-bhavā  (さんう、さんぬ)とは、 生きものの生存状態、生存領域。十二因縁では第10番目の、欲界・色界・無色界の三界を衆生が輪廻していく状態を指す。

Tayome bhikkhave, bhavā: kāmabhavo, rūpabhavo, arūpabhavo. Ayaṃ vuccati bhikkhave, bhavo.
比丘たちよ、これら三有がある、欲有、色有、無色有である。
—パーリ仏典, 相応部 12.分別経, Sri Lanka Tripitaka Project

## 四有
(しう)。衆生が輪廻転生する過程の、一サイクルを4つに分けて説明するもの。倶舎論 などに説かれている。
1. 死んでから次の生を受けるまでの期間である中有[7](ちゅうう、antarā-bhava)[6]
2. それぞれの世界に生を受ける瞬間を意味する生有[7](しょうう、upapatti-bhava)[6]
3. 生を受けてから死ぬまでの一生の期間である本有[7](ほんぬ、pūrva-kāla-bhava)[6]
4. 死ぬ瞬間を意味する死有[7](しう、maraṇa-bhava)[6]